# Le Tablier
Le Tablier é uma comuna francesa na região administrativa da Pays de la Loire, no departamento de Vendéia. Estende-se por uma área de 9,28 km². Em 2010 a comuna tinha 757 habitantes (densidade: 81,6 hab./km²).